# Pericyma lignicolora
Pericyma lignicolora är en fjärilsart som beskrevs av Embrik Strand 1912. Pericyma lignicolora ingår i släktet Pericyma och familjen nattflyn. Inga underarter finns listade i Catalogue of Life.